# Nothomyrmecia macrops
Nothomyrmecia macrops је инсект из реда Hymenoptera и фамилије Formicidae. 

## Угроженост
Ова врста је крајње угрожена и у великој опасности од изумирања.

## Распрострањење
Аустралија је једино познато природно станиште врсте.

## Станиште
Врста Nothomyrmecia macrops има станиште на копну.